# Lenka Oborná
Lenka Oborná est une joueuse tchèque de volley-ball née le 2 décembre 1987. Elle joue au poste de réceptionneuse-attaquante.